# Nereid
Nereid (grekiska: Νηρηΐδα) är en av Neptunus månar. Den upptäcktes 1 maj 1949 av Gerard Kuiper och är uppkallad efter nereiderna, havsnymferna från den grekiska mytologin. Månen Nereid var tidigare också känd under beteckningen Neptunus II.
Fram tills man 2002 och 2003 upptäckte fem nya månar kring Neptunus hade Nereid den största banradien bland de kända månarna. Genomsnittsavståndet mellan Nereid och Neptunus är omkring 5,5 miljoner kilometer, men då dess omloppsbana är starkt excentrisk, varierar detta avstånd mellan 1,35 och 9,6 miljoner kilometer – det är den mest excentriska omloppsbanan för någon naturlig satellit i solsystemet.
Nereids osedvanliga omloppsbana gör att man kan tro att månen möjligtvis är en småplanet eller en rest från Kuiperbältet varifrån den en gång blev "infångad" i kretslopp kring Neptunus. En annan möjlighet är att Nereids bana kraftigt stördes då Neptunus största måne Triton fångades in av Neptunus.
Då rymdsonden Voyager 2 flög förbi Neptunus och dess månar 1989 kom den aldrig nära nog för att kunna ta detaljerade bilder av Nereid; bilderna av den visar inga ytdetaljer, endast att det är tal om ett irreguljärt klot.